# De Sims 3
De Sims 3 (Engels: The Sims 3) is een simulatiespel, ontwikkeld door The Sims Studio en uitgebracht door Electronic Arts. Het is het vervolg op The Sims en De Sims 2, en is net zoals de voorgangers bedacht door Will Wright. Het spel zou oorspronkelijk uitkomen op 19 februari 2009, maar verscheen uiteindelijk in België en Nederland op 4 juni 2009. In het spel kunnen spelers Sims (virtuele mensen) creëren. Verder kunnen ze ook hun huizen bouwen, inrichten en ze vervolgens besturen in het dagelijks leven. De Sims 3 staat in de top 10 van bestverkochte spellen voor de pc. De opvolger van het spel, De Sims 4, kwam in Europa op 4 september 2014 uit.

## Gameplay
De gameplay die hier besproken wordt, is hoofdzakelijk van toepassing op de pc en Mac-versie.
De Sims 3 heeft een volledig vernieuwde gameplay. Er blijven wel kleine mogelijkheden uit de uitbreidingspakketten van The Sims en De Sims 2 over, de grotere mogelijkheden komen niet voor in het basisspel.
De makers hebben drie jaar gewerkt aan de engine van De Sims 3.

### Sim creëren
"Sim creëren" is het onderdeel in De Sims 3 waarin de speler zelf zijn Sims kan maken. De Sims kunnen volledig aangepast worden, zoals onder andere: de huidskleur, haarmodel en -kleur, geslacht, leeftijd, en dergelijke. Het volledige gezicht (ogen, oren, kin, neus, mond, et cetera) kan met behulp van schuifbalkjes naar de zin van de speler veranderd worden.
Gedurende zijn leven heeft een Sim verschillende leeftijdsfases.
Wat betreft kleding moet de speler minstens één outfit per type uitkiezen.
Een Sim krijgt karaktereigenschappen door de speler toegewezen die hij/zij voor de rest van zijn/haar leven houdt: twee eigenschappen als peuter, drie als kind, vier als tiener en vijf als jongvolwassene. Er zijn verscheidene unieke karaktereigenschappen. Het is niet mogelijk om twee karaktereigenschappen te kiezen die elkaar tegenspreken, zoals "Dapper" en "Lafaard".
Spelers die geen Sims volledig willen aanmaken, kunnen er ook voor kiezen kant-en-klare Sims te gebruiken. Die zijn al volledig gemaakt en opgeslagen in het spel.

### Behoeften en gemoedstoestanden

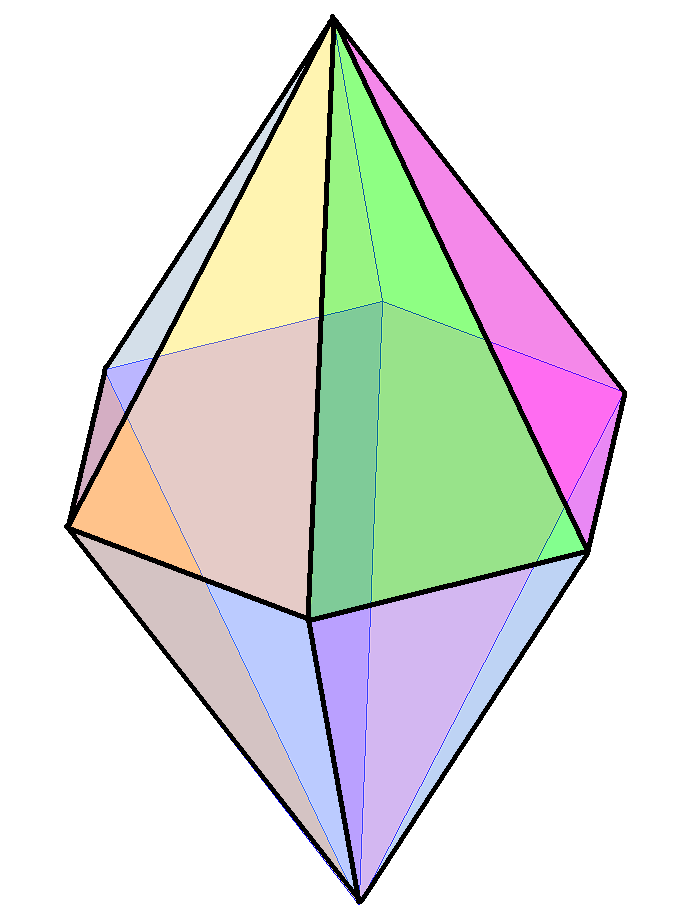
Een hexagonale bipiramide, de vorm van het diamantje (plumbob) uit De Sims-spellen.

Van de acht behoeften uit The Sims en De Sims 2 blijven er zes (Honger, Blaas, Energie, Sociaal, Hygiëne en Plezier) over (Comfort en Omgeving verdwijnen). De behoeften kunnen ook worden beïnvloed door gemoedstoestanden, zoals onder andere gebeurd is met de twee weggevallen behoeften. De behoeften zijn zo aangepast dat de speler zich kan concentreren op sociale relaties en zich minder druk bezig moet houden met de behoeften van de Sims.
Gemoedstoestanden zijn een soort punten die kunnen worden verdiend bij speciale gebeurtenissen. Hieronder vallen kleine gebeurtenissen, zoals tandenpoetsen en lekker geslapen hebben, en grote gebeurtenissen zoals trouwen of promotie maken. Naargelang de gebeurtenis krijgt de Sim een grote of kleine hoeveelheid punten en worden deze behouden gedurende lange of korte tijd.
Aan de hand van de kleur van het diamantje (plumbob), dat boven het hoofd van de Sims zweeft, kan nagegaan worden hoe het humeur van die Sim is. Groen is goed, geel en oranje zijn middelmatig en rood is slecht. Het humeur van de Sim hangt af van zijn of haar gemoedstoestanden en behoeften. Als deze slecht zijn, zal de Sim een slecht humeur hebben. Indien een behoefte érg slecht is, bijvoorbeeld Honger, kan een Sim zelfs sterven. Wanneer ze positief zijn, zal het humeur beter worden.

### Vaardigheden
Er zijn verschillende redenen waarbij het hebben van betere vaardigheden goed van pas komt, zoals beter kunnen communiceren (charisma), speciale muzieknummers voor gitaarspelers (gitaarvaardigheid). Maar ook voor het verbeteren van verschillende toestellen, bijvoorbeeld de mogelijkheid bij sanitair dat zich automatisch schoonmaakt en meer kanalen op de televisie (handigheid). Schilderen, schrijven en gitaar spelen zijn nieuwe vaardigheden voor de allesomvattende creativiteitsvaardigheid uit The Sims en De Sims 2. Schilderijen zijn nu persoonlijker en zijn gemaakt op basis van de karaktereigenschappen van de Sim. Vaardigheden kunnen verbeterd worden door te oefenen, bijvoorbeeld door gitaar te spelen, te tuinieren, een boek te schrijven en te flirten. Maar ook het lezen van een vaardigheidsboek of het volgen van een betalende les in een gebouw in de stad, helpt de vaardigheid te vergroten. Sims kunnen hun vaardigheden al opbouwen ten tijde van hun peuterdagen. Ondanks het zo vroeg opbouwen van vaardigheden, zal dan nog niet te zien zijn hoe de vaardigheid nu precies geëvolueerd is. Door een vaardigheidsobject te gebruiken na de peuterdagen zal dit wel zichtbaar worden. Wanneer Sims de vaardigheid volledig beheersen en niveau 10 van een vaardigheid halen, krijgen zij een certificaat per post. Dit kunnen ze ophangen of voor 1000 Simdollar verkopen.
Een vaardigheid zal pas zichtbaar worden in het tabblad "Vaardigheden" zodra het eerste punt is behaald. Daarna kan de speler de vaardigheid verder bekijken in het "Vaardigheidsverslag" waarin details, statistieken, uitdagingen en soms andere speciale informatie gegeven wordt. In het "Vaardigheidsverslag" voor bijvoorbeeld schilderen, staat een uitdaging om 30 schilderijen te maken. Wanneer deze uitdaging behaald is, zal de Sim als beloning aanzienlijk sneller kunnen schilderen dan Sims die deze uitdaging niet voltooid hebben. Er zijn meerdere uitdagingen voor elke vaardigheid.
In het tabblad "Inventaris" is het "Verzamelverslag" te vinden. Hierin is te bekijken welke metalen, edelstenen, insecten, vissen en planten de Sim reeds verzameld heeft. Verzamelde schelpen (De Sims 3: Exotisch Eiland nodig) en Nanieten (uit De Sims 3: Vooruit in de Tijd) zijn hier eveneens te vinden.

### Werk
Sims moeten over een voldoende kapitaal beschikken om belastingen te kunnen betalen. Vaardigheden kunnen een bron zijn van inkomen voor Sims. Ze kunnen ook een parttime job doen of carrière maken indien ze meer willen verdienen. Elke manier van werk is beschikbaar voor tieners, jongvolwassenen, volwassenen en ouderen. Oudere Sims kunnen bovendien met pensioen gaan.
Elke carrière heeft een gebouw in de wijk. De speler kan de Sims naar die gebouwen volgen, maar kan niet in de gebouwen kijken. Wel kan hij het gedrag van de Sim tot op zekere hoogte beïnvloeden, want net zoals bij eerdere spellen zullen er zich mogelijkheden tot promotie voordoen. Om de kans op promotie te vergroten of zelfs mogelijk te maken, is het soms noodzakelijk dat een Sim een of meerdere vaardigheden tot een bepaald niveau goed beheerst. Deze vaardigheden zijn tussen haakjes achter de carrière geplaatst. Binnen een carrière kunnen er verschillende takken bestaan: twee Sims in dezelfde carrière op hetzelfde niveau hoeven dus niet noodzakelijk dezelfde baan te hebben.
Parttimebanen zijn goed geschikt voor tieners omdat ze niet overlappen met de schooluren, en voor volwassenen omdat er minder uren gewerkt moet worden. De Sim verdient echter minder geld en het is ook niet mogelijk om echt carrière te maken. Het ontwikkelen van vaardigheden is bij parttimebanen minder van belang en hebben ook geen invloed op het krijgen van promotie.
Sims kunnen met voldoende geld de bedrijven die in de stad staan kopen, zoals snackbars, supermarkten, het theater, en dergelijke. Wanneer het bedrijf volledig is overgekocht, is de Sim eigenaar van het gebouw. Hij of zij kan dan personeel ontslaan, het bedrijf een andere naam geven en de opbrengst binnenhalen. Andere openbare kavels kunnen ook gekocht en verbouwd worden, zodat er meer Sims op afkomen.

### Werelden
Sims leven in een virtuele stad, vaak wereld of buurt genoemd. In De Sims 3 is een buurt niet meer opgedeeld in aparte kavels, zoals in The Sims en De Sims 2, waardoor de speler met zijn of haar personage dus overal vrij kan bewegen. Een buurt is standaard al volledig bebouwd en ingericht. De speler kan wel in het spel bij "Stad bewerken" enkele aanpassingen aan de wereld doen. De huizen, maar vooral de openbare gebouwen, zien er telkens anders uit, meestal passend bij een bepaalde stijl. Toch hebben werelden grotendeels dezelfde soorten openbare gebouwen. Enkele voorbeelden daarvan zijn een stadspark, een restaurant, een supermarkt, een boekenwinkel, een fitnesscentrum, een politiekantoor en een stadhuis.
Alle Sims blijven hun leven in de wereld voortzetten ("Verhaalvoortgang"). Dit betekent dat Sims in andere families in die wereld ouder worden, kinderen kunnen krijgen, gaan trouwen, promotie maken, enzovoort. "Verhaalvoortgang" kan ook uitgeschakeld worden.

#### De Sims 3: Wereldbundel
De Sims 3: Wereldbundel is een pakket met twee werelden uit de Store: Hidden Springs en Monte Vista. Naast de werelden zit er ook nog een code bij om een chocoladefontein via de Store te downloaden. Deze twee werelden zijn de enige werelden uit de Store die op een dvd-rom in winkels in Nederland en België gekocht kunnen worden.

### Huizen
Sims wonen in huizen die door de speler volledig ingericht kunnen worden. De huizen kunnen ook verbouwd worden naar de smaak van de speler.
Koopmodus
In de Koopmodus zijn allerlei meubels te vinden, die verdeeld zijn onder de verschillende kamers die een huis bevat of kan bevatten.
Om er voor te zorgen dat een Sim aan de noodzakelijke behoeften kan voldoen, moet het huis minstens beschikken over: een douche of bad (behoefte: Hygiëne), een koelkast (behoefte: Honger), een bed (behoefte: Energie) en een toilet (behoefte: Blaas).
Bouwmodus
De Bouwmodus dient voornamelijk om aan het huis zelf te werken en gaat minder over de inrichting van de woning.

### Monsters
Het basisspel en elke uitbreiding bevat een "monster", dit was ook al zo in De Sims 2. Met een "monster" wordt een wezen of levensvorm bedoeld die niet vergeleken kan worden met een doorsnee Sim (of soms een dier) en is meestal geïnspireerd door legendes of fantasy- en sciencefictionverhalen. Soms kan de speler deze besturen, maar dat is niet altijd het geval.
Met De Sims 3: Bovennatuurlijk kan de speler weerwolven, feeën, heksen, vampiers, geesten en geesten uit de fles zelf maken in "Sim creëren". Het is dan ook het eerste uitbreidingspakket van De Sims 3 waar meer dan een "monster" in zit.
Het "monster" in het basisspel is een geest (of spook) van een overleden Sim. Op het kerkhof liggen de overleden Sims begraven en 's nachts dwaalt hun geest daar dan rond. Een geest is niet bespeelbaar, tenzij het graf aan het wetenschapslab gegeven wordt. Daar proberen wetenschappers de overleden Sim terug tot leven te wekken. Wanneer dit gelukt is, is de geest een bespeelbaar personage. Samen met een levende Sim van het andere geslacht kan geprobeerd worden een kindje te krijgen. De kans dat de baby een geest wordt, is 50%.
Met het uitbreidingspakket De Sims 3: Bovennatuurlijk is het mogelijk om spoken te maken in "Sim creëren". Deze personages zijn dan onmiddellijk speelbaar als spook.

## Ontwikkeling
De Sims 3 werd voor het eerst aangekondigd door Electronic Arts (EA) op 19 maart 2008.
In januari 2009 werden door EA enkele spelers uitgenodigd om het spel te testen en inhoud, zoals Sims en huizen, voor het spel aan te maken. Hun werk werd dan gebruikt om de Uitwisseling te vullen met inhoud, alvorens De Sims 3 uitkwam.
Op 8 mei 2009 meldde EA dat de bèta testfase van De Sims 3 afgelopen was en dat het spel in juni 2009 zou verschijnen. Bijna drie weken voor de geplande Europese releasedatum lekte De Sims 3 uit via het internet. Volgens een reactie van EA ging het daarbij echter om een bètaversie die nog veel bugs bevatte.

### Muziek

#### Soundtrack
De soundtrack van het spel is gecomponeerd door Steve Jablonsky. Het is de eerste keer in de geschiedenis van De Sims-serie dat een orkest wordt gebruikt voor de soundtrack van een spel.
| Nr. | Titel                     | Duur |
| --- | ------------------------- | ---- |
| 1.  | The Sims Theme            | 1:55 |
| 2.  | Simmering Mallets         | 3:01 |
| 3.  | Consumerism Simplified    | 2:58 |
| 4.  | Verisimilitude            | 3:03 |
| 5.  | Simple Assembly           | 2:57 |
| 6.  | Aisles of Miles of Smiles | 3:00 |
| 7.  | Identity Check            | 2:51 |
| 8.  | Simple Directions         | 2:55 |
| 9.  | Some Assimbly Required    | 3:00 |
| 10. | Let's Assimilate          | 2:58 |
| 11. | Don't Be Parsimonious     | 3:01 |
| 12. | Constructive Simicism     | 2:57 |
| 13. | Maps & Simbols            | 2:57 |
| 14. | Amazing Facsimile         | 2:44 |
| 15. | Striking Similarities     | 3:03 |
| 16. | Cartographer's Simphony   | 3:03 |
| 17. | Fortissimo Personality    | 3:01 |

#### Overige muziek
Tal van bekende sterren hebben hun medewerking verleend aan liedjes en muziek in De Sims 3. Hun hits worden dan in het Simlish, de taal die Sims spreken, opgenomen. Dergelijke liedjes maken geen deel uit van de soundtrack, maar zijn enkel te horen als een Sim in het spel naar de radio luistert.

## Uitbreidingspakketten
Uitbreidingspakketten (geschikt voor Microsoft Windows en Mac OS X) bevatten naast nieuwe voorwerpen, kledij en meubels, ook nieuwe functies en gameplay. Voor alle uitbreidingspakketten is het basisspel, De Sims 3, vereist.
| Titel                                                   | Uitgebracht      | Omschrijving | "Monster"                                       | Gelijkaardige spellen of pakketten |
| ------------------------------------------------------- | ---------------- | --- | ----------------------------------------------- | --- |
| De Sims 3: Wereldavonturen (Engels: World Adventures)   | 19 november 2009 | Spelers kunnen hun Sims hierdoor naar een virtuele versie van China, Egypte en Frankrijk sturen om hen daar avonturen, een soort opdrachten, te laten beleven. | Mummie                                          | Wereldavonturen borduurt voort op The Sims: Op Vakantie en De Sims 2: Op Reis uit eerdere De Sims-spellen.                                                        |
| De Sims 3: Ambities (Engels: Ambitions)                 | 3 juni 2010      | De uitbreiding geeft de spelers de mogelijkheid hun Sims in nieuwe carrières te laten werken. Ook is het voor het eerst in de De Sims-spellen mogelijk om interacties met de Sim uit te voeren tijdens het werk.                                                                 | SimBot                                          | Ambities borduurt voort op De Sims 2: Gaan het Maken uit de De Sims 2-reeks.                                                                                      |
| De Sims 3: Na Middernacht (Engels: Late Night)          | 28 oktober 2010  | Sims kunnen in wolkenkrabbers wonen en het nachtleven ontdekken in nachtclubs, discotheken en lounges. | Vampier                                         | Na Middernacht borduurt voort op The Sims: Hot Date, The Sims: Party en De Sims 2: Nachtleven.                                                                    |
| De Sims 3: Levensweg (Engels: Generations)              | 2 juni 2011      | Met het pakket verkrijgt men per leeftijdsfase veel nieuwe mogelijkheden voor de Sims. | Denkbeeldige vriend                             | Levensweg borduurt voort op De Sims 2: Studentenleven, De Sims 2: Familiepret Accessoires, De Sims 2: Feest Accessoires en De Sims 2: Tiener Accessoires.         |
| De Sims 3: Beestenbende (Engels: Pets)                  | 20 oktober 2011  | Dit uitbreidingspakket bestaat voor pc/Mac, PlayStation 3, Xbox 360 en Nintendo 3DS. Het spel bevat verschillende huisdieren: honden, katten, paarden en "minderwaardige huisdieren". "Minderwaardige huisdieren" zijn kleine huisdieren zoals reptielen, knaagdieren en vogels. | Eenhoorn (enkel geschikt bij een paard)         | Beestenbende borduurt voort op het grote succes van The Sims: Beestenboel en De Sims 2: Huisdieren.                                                               |
| De Sims 3: Showtime (Engels: Showtime)                  | 8 maart 2012     | Sims kunnen nu beroemd worden als goochelaar, acrobaat/acrobate of zanger(es) door het geven van shows en optredens. | Geest uit de fles, een wensgeest                | Showtime borduurt voort op The Sims: Superstar, The Sims: Abracadabra, The Sims: Party en De Sims 2: Nachtleven.                                                  |
| De Sims 3: Bovennatuurlijk (Engels: Supernatural)       | 6 september 2012 | Hiermee kan de speler verschillende monsters en wezens zoals feeën, heksen/tovenaars, vampiers, weerwolven, spoken en geesten uit de fles creëren. | Bonehilde, fee, heks, vampier, weerwolf, zombie | Bovennatuurlijk borduurt voort op The Sims: Abracadabra, De Sims 2: Nachtleven, De Sims 2: Huisdieren, De Sims 2: Studentenleven en De Sims 2: Appartementsleven. |
| De Sims 3: Jaargetijden (Engels: Seasons)               | 15 november 2012 | Het pakket voegt de vier seizoenen: winter, lente, herfst en zomer toe aan de buurt, en verschillende activiteiten gericht op elk seizoen. | Alien                                           | Jaargetijden borduurt voort op De Sims 2 en De Sims 2: Seizoenen.                                                                                                 |
| De Sims 3: Studententijd (Engels: University Life)      | 7 maart 2013     | In dit pakket kunnen Sims studeren aan een universiteit terwijl ze verblijven in een studentenwoning of een huurhuis. | PlantSim                                        | Studententijd borduurt voort op De Sims 2: Studentenleven. |
| De Sims 3: Exotisch Eiland (Engels: Island Paradise)    | 27 juni 2013     | Dit uitbreidingspakket maakt het voor Sims mogelijk in boten te varen en te wonen. Ook kunnen spelers nu een eigen resort opbouwen en runnen. | ZeemeerSim (een zeemeermin/zeemeerman)          | Exotisch Eiland borduurt voort op The Sims: Op Vakantie, De Sims 2: Gaan het Maken en De Sims 2: Op Reis.                                                         |
| De Sims 3: Vooruit in de Tijd (Engels: Into the Future) | 24 oktober 2013  | Sims kunnen hun huizen futuristisch inrichten en naar een wereld in de toekomst reizen met een tijdportaal. | Plumbot                                         | |

## Accessoirepakketten
Accessoirepakketten (geschikt voor Microsoft Windows en Mac OS X) bevatten enkel nieuwe voorwerpen (meubels, kledij, kapsels, en dergelijke), maar geen nieuwe functies of gameplay. Voor alle accessoirepakketten is het basisspel, De Sims 3, vereist.
| Titel                                                                                   | Uitgebracht       | Omschrijving | Gelijkaardige spellen of pakketten |
| --------------------------------------------------------------------------------------- | ----------------- | --- | --- |
| De Sims 3: Luxe Accessoires (Engels: High-End Loft Stuff of Design and High-Tech Stuff) | 4 februari 2010   | Hierin wordt de nadruk gelegd op luxueus en modern meubilair voor slaapkamers, woonkamers en badkamers. Ook doen, naar aanleiding van de tiende verjaardag van De Sims-spellen, in dit accessoirepakket drie voorwerpen uit The Sims en De Sims 2 vernieuwd hun intrede: het hartvormige vibrerende bed, de elektrische gitaar en het aquarium.                                         | Luxe Accessoires bevat soortgelijke voorwerpen als De Sims 2: Glamour Accessoires. |
| De Sims 3: Supersnelle Accessoires (Engels: Fast Lane Stuff)                            | 9 september 2010  | Het bevat voornamelijk voertuigen, zoals elf auto's en één motorfiets. Daarnaast is er nieuw materiaal op het gebied van mode en meubels. Het is tevens mogelijk een volledig ingerichte garage te bouwen voor een racewagen of motor. | |
| De Sims 3: Buitenleven Accessoires (Engels: Outdoor Living Stuff)                       | 3 februari 2011   | Hierin zitten veel meubels en voorwerpen voor in de tuin, en is het mogelijk een buitenkeuken te maken. Er is speciaal aandacht besteed aan zomerse kleding en materiaal voor een tuinfeest. Verschillende elektronische apparaten die geschikt zijn om buiten te plaatsen, zijn toegevoegd in dit pakket.                                                                              | Buitenleven Accessoires bevat soortgelijke voorwerpen als De Sims 2: Villa en Tuin Accessoires. |
| De Sims 3: Buurtleven Accessoires (Engels: Town Life Stuff)                             | 28 juli 2011      | Dit accessoirepakket richt zich op het leven in de stad. De speler heeft nu keuze uit verschillende kant-en-klare openbare kavels waar nieuwe moderne gebouwen op staan, zoals een speeltuin, een wassalon en een fitnesscentrum. Nieuwe meubels en kleding zijn ook toegevoegd. | |
| De Sims 3: Slaap- en badkamer Accessoires (Engels: Master Suite Stuff)                  | 26 januari 2012   | Het bevat materiaal om de slaapkamer romantisch te maken en nieuwe voorwerpen voor de badkamer. | Slaap- en badkamer Accessoires bevat soortgelijke voorwerpen als De Sims 2: Keuken & Bad Accessoires.                                                                                                 |
| De Sims 3: Katy Perry Pakt uit (Engels: Katy Perry's Sweet Treats)                      | 7 juni 2012       | Het pakket bestaat uit verschillende voorwerpen die ontworpen zijn met de medewerking van de Amerikaanse popzangeres Katy Perry. Naast nieuwe openbare plaatsen zoals een zwembad, een park en een bar, bevat het pakket ook nog kleding, meubels en decoratie in de stijl van snoep en eten. Katy Perry zong Last Friday Night in het Simlish en dit lied werd toegevoegd in het spel. | |
| De Sims 3: Diesel Accessoires (Engels: Diesel Stuff)                                    | 12 juli 2012      | Dit accessoirepakket bevat veel kleren van het bekende kledingmerk Diesel en enkele meubels van hetzelfde merk. | Twee accessoirepakketten van De Sims 2 bevatten ook virtuele voorwerpen van echte merken: De Sims 2: H&M Fashion Accessoires (kledij van H&M) en De Sims 2: IKEA Woon Accessoires (meubels van IKEA). |
| De Sims 3: 70s, 80s en 90s Accessoires (Engels: 70s, 80s, & 90s Stuff)                  | 24 januari 2013   | In dit pakket zitten kenmerkende spullen, afkomstig uit de jaren 70, 80 en 90. | 70s, 80s en 90s Accessoires bevat soortgelijke voorwerpen als De Sims 2: Nachtleven. |
| De Sims 3: Film Accessoires (Engels: Movie Stuff)                                       | 12 september 2013 | Hierin zitten voorwerpen, meubels en kleding in drie verschillende filmthema's: horror, western en superhelden & schurken. | |

## Speciale edities
Er zijn diverse speciale edities van De Sims 3 verkrijgbaar.
| Titel                                 | Omschrijving |
| ------------------------------------- | --- |
| De Sims 3: Een Inleiding              | Op de promotiedisk staat geen gameplay, maar alleen een applicatie om screenshots en filmpjes te bekijken en informatie te lezen. De disk werd gratis weggegeven bij diverse speelgoedwinkels in Nederland en België, een aantal maanden voor de release van De Sims 3. Het aantal exemplaren in deze winkels was echter zeer beperkt. In de Verenigde Staten kon de disk daarom voor 1 dollar worden gekocht. De promotiedisk bevat een code waarmee een stijlpatroon kan worden gedownload voor in het volledige spel. Een stijlpatroon kan gebruikt worden om kledij, meubels en andere voorwerpen, een verschillend uiterlijk te geven. |
| De Sims 3: Sim creëren                | Is een demoversie, bedoeld als reclame voor De Sims 3, waarin alleen het onderdeel "Sim creëren" beschikbaar is. De software is via Origin, de online winkel van Electronic Arts, beschikbaar sinds 4 februari 2010. De demo kan enkel via Origin aangeschaft worden. Als de speler het volledige spel later koopt via Origin, dan wordt de prijs van De Sims 3: Sim creëren afgetrokken van het aankoopbedrag van De Sims 3. |
| De Sims 3: Collector's Edition        | Heeft als inhoud De Sims 3 en bonusmateriaal, zoals een USB-stick van 2 GB in de vorm van het diamantje (plumbob) dat boven het hoofd van de actieve Sim draait, een kleine gids met hints en tips, en een code om een speciale auto te downloaden die in het spel gebruikt kan worden. |
| De Sims 3: Kersteditie                | Lag rond kerst 2009 in de winkels in België en Nederland. De kersteditie heeft dezelfde inhoud als de Collector's Edition en bevat als extra een code waarmee een kerstspullenset kan worden gedownload voor in het spel. De set is ook als downloadbare inhoud in de Store beschikbaar voor spelers die eerder of later het spel hebben gekocht. |
| De Sims 3: Deluxe                     | Omvat het basisspel, De Sims 3, en het uitbreidingspakket De Sims 3: Ambities. Er zijn geen extra voorwerpen aan het pakket toegevoegd. |
| De Sims 3: Starterspakket             | In dit pakket is De Sims 3, De Sims 3: Na Middernacht en De Sims 3: Luxe Accessoires verzameld. Als extra is een set uit de Store met kledij inbegrepen. |
| De Sims 3 plus een uitbreidingspakket | Bij enkele uitbreidingspakketten (Beestenbende, Showtime, Bovennatuurlijk, Jaargetijden, Studententijd, Exotisch Eiland en Vooruit in de Tijd) is een versie uitgegeven die het hoofdspel (De Sims 3) bevat en dat uitbreidingspakket. Meer voorwerpen en materiaal is niet bijgevoegd. |

## Store
Electronic Arts heeft op de website van De Sims de onlinewinkel Store, waar nieuwe voorwerpen, meubels, kleding, kapsels, werelden en kavels kunnen worden gedownload. Alle spullen zijn gemaakt door EA en kosten, met uitzondering van sommige gratis voorwerpen, SimPoints. SimPoints kunnen worden verkregen met een creditcard, een mobiele telefoon of via PayPal. In sommige landen zijn ook SimPoints Cards verkrijgbaar om SimPoints aan te schaffen. EA voegt maandelijks nieuwe spullen toe aan de Store. Bij alle versies van De Sims 3 en De Sims 3: Wereldavonturen krijgt de speler 1000 SimPoints gratis, bij online registratie van het spel.
Tijdens het spelen van De Sims 3 is het ook mogelijk om in het spel verbinding te maken met de Store. Op deze manier kunnen voorwerpen gekocht en gedownload worden, zonder het spel af te sluiten.
Op 7 augustus 2014, ongeveer een maand vóór de release van De Sims 4, werd voor de laatste keer nieuw materiaal aan de Store toegevoegd.

## Uitwisseling
De Uitwisseling is gelijkend aan de Store, een plaats waar extra inhoud voor het spel gedownload kan worden. De inhoud van deze onlinestore is gratis, omdat deze vooral gemaakt is door gewone spelers. Doordat er sprake is van user-generated content zijn speciale voorwerpen dan ook minder snel tot niet te vinden. Het gaat in de Uitwisseling om huizen, Sims, huisdieren, bewerkte kleding en aangepaste meubels. De Uitwisseling is te vinden op de website van De Sims 3.
Patronen, die gebruikt worden om de kleren en meubels te bewerken en aan te passen, kunnen afzonderlijk gedownload worden. Die worden met de officiële "Creëer een Patroon"-tool gemaakt, software die gratis te downloaden is op de website van De Sims 3. Werelden kunnen door spelers gemaakt worden met het programma "Creëer een Wereld", ook kosteloos te downloaden.

## Ontvangst
Volgens Electronic Arts werd De Sims 3 in de eerste week na verschijnen meer dan 1,4 miljoen keer verkocht, hoewel ze vreesden dat de verkoopcijfers lager zouden liggen door de illegale verspreiding van het spel, ongeveer 2 weken voordat het uitkwam. Tevens hadden spelers na een week meer dan 7 miljoen stuks zelfgemaakte inhoud op de website van De Sims 3 geüpload en openbaar gemaakt.

### Recensies
| Recensiescore       | Recensiescore |
| Recensieverzamelaar | Score         |
| ------------------- | ------------- |
| GameRankings        | 86,61%        |
| Metacritic          | 86/100        |
| Publicist           | Score         |
| 1UP.com             | B+            |
| Eurogamer           | 8/10          |
| Gamer.nl            | 9/10          |
| GameSpot            | 9/10          |
| GameSpy             | 4,5/5         |
| Giant Bomb          | 4/5           |
| IGN                 | 8,9/10        |
| InsideGamer         | 7/10          |

De Sims 3 kreeg voornamelijk positieve recensies vanwege de vernieuwde manier om Sims te creëren, waarbij men meer aanpassingen dan vroeger kan doen en zo meer verschillende Sims kan maken. Ook het grotere aanbod karaktereigenschappen en de mogelijkheid om verschillende specifieke eigenschappen aan een Sim toe te kennen, werden goed ontvangen.
Een klein minpunt aan het spel dat opgemerkt wordt, is dat in het basisspel minder keuze aan soorten accessoires, kapsels, meubels en kleding is. Over de komst van de Store (waar online extra voorwerpen kunnen worden gedownload) werd tevens minder positief gesproken, aangezien de prijs voor dergelijk extra materiaal eerder duur uitvalt. Doordat al het materiaal onbeperkt kan worden aangepast met verschillende patronen en kleuren, vinden spelers echter dat het kleinere aanbod daardoor nog meevalt. Op die manier kunnen ze namelijk al het interieur en de kledij veel meer aanpassen en zo meer naar hun hand zetten.
De nieuwe open wereld werd voordat het spel uitkwam vaak tijdens promoties naar voren gebracht. Die wereld, en het feit dat Sims waar de speler niet mee speelt, ook in de wereld verdergaan met hun "leven", wordt door spelers als een goede toevoeging aan het spel beschouwd. Zo wordt opgemerkt dat het een levendigere en meer realistische wereld lijkt.
Waar in de eerdere twee spellen de speler vaker met de behoeften van de Sims rekening moest houden, is dat door de ontwikkelaars aangepast. Sims zijn nu immers voor de speler makkelijker tevreden te houden. Spelers kunnen zich daardoor meer concentreren op bijvoorbeeld het "leven" en de vaardigheden van de Sims.

### Prijzen en nominaties
| Jaar | Prijs                  | Categorie         | Resultaat   |
| ---- | ---------------------- | ----------------- | ----------- |
| 2009 | Spike Video Game Award | Best PC Game      | Genomineerd |
| 2010 | Teen Choice Award      | Choice Video Game | Gewonnen    |

## Andere platforms
Alle De Sims 3-spellen zijn geschikt voor pc en Mac. Beide versies staan op dezelfde schijf. Een uitvoering voor iPhone en iPad zijn beschikbaar via de Apple App Store. De editie voor Android is te downloaden bij Google Play.
EA bracht consoleversies van De Sims 3 uit op 26 oktober 2010. Ze zijn beschikbaar voor Xbox 360, PlayStation 3, Wii, Nintendo DS en Nintendo 3DS.

## Trivia
- De Sims 3 werd ingezet in het Nederlandse onderwijs voor dertien- tot zestienjarigen onder de naam: De Sims 3 in de Klas. Dit om de leerlingen info te verstrekken in verband met natuur, energie, afval, koolstofdioxide en water en ze leren goed om te gaan met het milieu. Leerlingen maken een Sim aan en leren doorheen vijf lessen. Tijdens de lessen wordt hun opgedane kennis geëvalueerd en krijgen ze oefeningen of taken.[64][65]
- De Nederlandse modeontwerper Jacob Kok maakte in januari 2013 gebruik van De Sims 3 om zijn collectie Paradijs voor te stellen. De outfits die hij ontwierp, werden nagebouwd met De Sims 3 en kunnen in het spel gebruikt worden.[66][67]
- Op 23 maart 2009 werden ter promotie beelden van De Sims 3 gebruikt in de Amerikaanse televisieserie One Tree Hill.
- Het spel is opgenomen in het boek 1001 Video Games You Must Play Before You Die van Tony Mott.